# Palliduphantes minimus
Palliduphantes minimus là một loài nhện trong họ Linyphiidae.
Loài này thuộc chi Palliduphantes. Palliduphantes minimus được Christa L. Deeleman-Reinhold miêu tả năm 1985.